# Eyiyoquibo
Eyiyoquibo (auch Eyiyoquivo und Eviyoquivo) ist eine indigene Ortschaft im Departamento La Paz im Tiefland des südamerikanischen Andenstaates Bolivien.

## Lage im Nahraum
Eyiyoquibo liegt in der Provinz Abel Iturralde und ist viertgrößter Ort des Cantón Buenaventura im Municipio San Buenaventura. Die Ortschaft liegt auf einer Höhe von 218 m am linken Ufer des Río Beni, dem Grenzfluss zum Departamento Beni.

## Geographie
Eyiyoquibo liegt am westlichen Rand der Moxos-Ebene, mit über 100.000 km² eines der größten Feuchtgebiete der Erde; vorherrschende Vegetationsform in der Moxos-Ebene ist die tropische Savanne. Das Klima in der Region San Buenaventura/Rurrenabaque ist tropisch heiß und ganzjährig feucht, es kann aber im Winter auch durch den Surazo (kalter Wind aus Süden) relativ kühl werden.
Der Jahresniederschlag beträgt knapp 2000 mm (siehe Klimadiagramm Rurrenabaque), mit Monatsniederschlägen von etwa 300 mm im Januar und Februar, und von weniger als 100 mm in den Monaten August bis September. Die durchschnittlichen Monatstemperaturen liegen ganzjährig zwischen 23 °C und 28 °C.

## Verkehrsnetz
Eyiyoquibo liegt in einer Entfernung von 111 Straßenkilometern südöstlich der Provinzhauptstadt Ixiamas und etwa 450 Kilometer nördlich von La Paz, der Hauptstadt des Departamentos.
In San Buenaventura endet ein Seitenzweig der 1036 Kilometer langen, bisher zum größten Teil noch geplanten Nationalstraße Ruta 16, die von Porvenir nahe der brasilianischen Grenze im Nordwesten bis Huarina am Südostrand des Titicacasees führen soll. Die Ruta 16 passiert auf ihrem Weg die Provinzhauptstadt Ixiamas, von der aus eine 115 Kilometer lange unbefestigte Landstraße über Tumupasa und Eyiyoquibo weiter nach San Buenaventura führt. Solange bis die Ruta 16 fertiggestellt ist, ist der Ort über das 4 Kilometer entfernte Rurrenabaque erreichbar.

## Bevölkerung
Die Einwohnerzahl der Ortschaft bei der letzten Volkszählung von 2012 betrug 233 Einwohner, ältere Detaildaten liegen nicht vor:
| Jahr | Einwohner         | Quelle       |
| ---- | ----------------- | ------------ |
| 1992 | keine Detaildaten | Volkszählung |
| 2001 | keine Detaildaten | Volkszählung |
| 2012 | 233               | Volkszählung |
| 2024 |                   | Volkszählung |

## Umweltprobleme
Laut einer Untersuchung der bolivianischen CEJIS (Zentrum für juristische Studien und Sozialforschung) von September 2022 wird im Rahmen des Goldabbaus in Bolivien jeden Monat hochgiftiges Quecksilber in die Flüsse des Landes eingeleitet.
Am 20. September 2022 prangerte der UN-Sonderberichterstatter für Giftmüll und Menschenrechte, Marcos A. Orellana, die „extrem hohe“ Quecksilberbelastung von Frauen im gebärfähigen Alter in der Gemeinde Eyiyoquibo an, die der indigenen Gemeinschaft Ese Ejja angehören. Die Gemeinschaft beteiligt sich nicht am Goldabbau, sondern der Grund für die hohe Quecksilberbelastung sind die aus dem verseuchten Río Beni geangelten Fische, von denen die Indigenen sich ernähren.